# الدوري البرازيلي لكرة السلة
الدوري البرازيلي لكرة السلة (بالبرتغالية: Novo Basquete Brasil‏) هو دوري كرة سلة للمحترفين في البرازيل تأسس في 2009. يلعب فيه 16 فريقاً.

## أبرز الفرق
- فلامنغو لكرة السلة

## وصلات خارجية
- الموقع الإلكتروني